# Sialia mexicana
El azulejo de garganta azul (Sialia mexicana) es un ave norteamericana perteneciente al género Sialia.